# Assita Kanko
Assita Kanko, née le 14 juillet 1980 à Godyr, est une journaliste, militante des droits de l'homme et femme politique belge d'origine burkinabée. Membre du parti de centre droit Nieuw-Vlaamse Alliantie (NVA), elle est députée européenne depuis 2019.

## Biographie

### Jeunesse et formation
Assita Kanko naît en 1980 dans le département de Godyr, au Burkina Faso, au sein d'une famille musulmane. Elle grandit dans un petit village où son père est un instituteur ayant de multiples relations polygames. À l'âge de cinq ans, elle est victime de mutilations génitales. Lors d'une interview en 2016, elle explique que le jour de cet événement sa mère, pour la rassurer, lui avait dit qu'elle l'emmenait « jouer chez une amie ». Après ce traumatisme, elle se battra pour l'interdiction de cette pratique.
Adolescente, elle lit  Simone de Beauvoir et les philosophes européens des Lumières qui l'amènent à remettre en question la société dans laquelle elle a été élevée,.
Elle déclare que son premier contact avec la politique a été l'assassinat du président du Burkina Faso Thomas Sankara. Le meurtre de Norbert Zongo, un journaliste influent, l'incite entre 1998 et 2001 à étudier le journalisme et à devenir une militante des droits de l'homme.
En 2001, elle émigre aux Pays-Bas avant de rejoindre la Belgique en 2004. Elle obtient la nationalité belge en 2008.

### Carrière politique
En 2010, elle devient membre du groupe de réflexion Liberales et assistante parlementaire, affiliée au parti Open Vld. Elle se porte candidate aux élections communales de 2012, à Ixelles et est élue sur une liste du Mouvement réformateur (MR). Elle obtient un master en politique internationale en 2013 avant d'intégrer le cabinet du ministre Denis Ducarme.
Elle ne participe pas aux élections locales de 2018 afin de se concentrer davantage sur Polin, une organisation dont le but est de stimuler la participation des femmes en politique. La même année, elle rejoint la N-VA et se voit offrir la deuxième place de la liste du parti pour les élections européennes de 2019, ce qui lui permet d'être élue députée européenne.

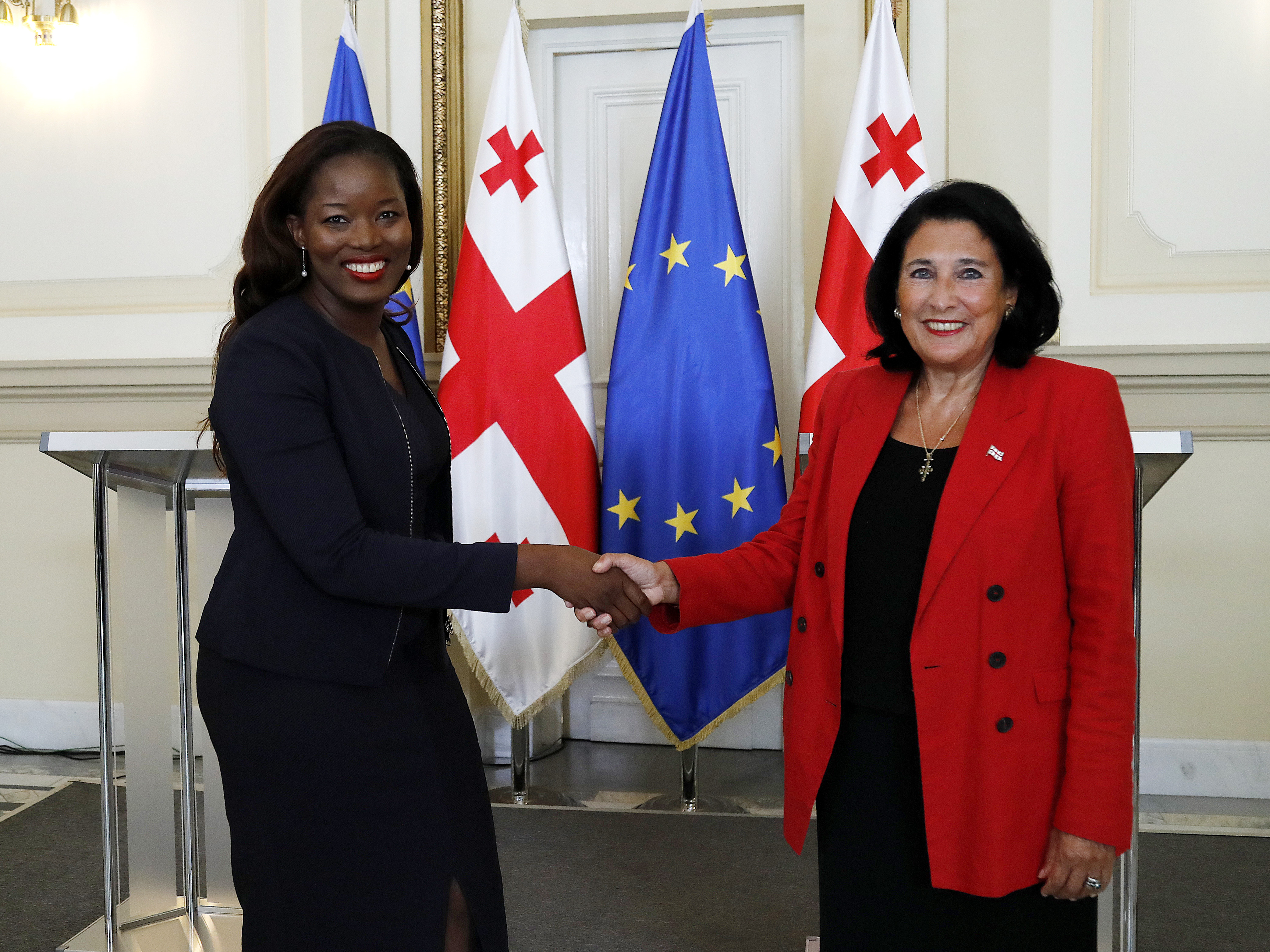
Assita Kanko et la présidente géorgienne Salomé Zourabichvili en juillet 2022.

Le 20 juillet 2022, elle fait partie, avec 5 autres eurodéputés, de la délégation du parlement européen en Georgie chargée d'évaluer les conditions d'adhésion de ce pays à l'Union européenne.
En 2023, Assita Kanko affiche son soutien l'Ukraine lors de l'invasion de l'Ukraine par la Russie de 2022 et critique la réponse de l'Union européenne, estimant que celle-ci s'est réveillée trop tard face au problème et a considéré la paix comme acquise. Elle s'est prononcée contre la neutralité avec le président russe Poutine et soutient l'envoi d'équipements militaires excédentaires aux forces ukrainiennes, déclarant : « Si j'étais Bambi, désarmé, pourquoi négocierais-je la paix avec un lion ? Je verrais la paix, mais le lion ne verrait qu'un repas ».
En 2023, une enquête est ouverte contre la députée à la suite de plaintes selon lesquelles elle se serait rendue coupable de tentatives d'intimidation de son personnel parlementaire, mais cette enquête est ensuite clôturée faute de preuves,.
Après l'attaque du Hamas en Israël en 2023, Assita Kanko appele au démantèlement du Hamas lors d'un discours au Parlement européen et affirmée que l'Occident ne devait pas « être naïf face à l'islam radical ». Elle demande également à la Belgique et à l'Union européenne de revoir leurs financement de l'UNRWA, arguant que l'organisation a été corrompue par le Hamas. Prônant un discours de fermeté contre l'antisémitisme dans les universités européennes et américaines, elle se voit menacée de mort pour ses prises de posistion.
Elle est réélue en 2024. Elle siège au sein du groupe des Conservateurs et réformistes européens (CRE), dont elle est vice-présidente depuis 2019.

### Distinctions
En 2017, Assita Kanko reçoit l'« Éperon d'ébène » (Ebbenhouten Spoor) de la N-VA avant d'en devenir membre : cette récompense annuelle est décernée par ce parti à une personnalité d'origine non flamande ayant produit un apport significatif à la société flamande. Ce prix lui est remis par le secrétaire général de la N-VA Louis Ide avec ces mots : « Comme femme politique, elle nous raconte une histoire sur la sécurité, l'économie et l'éducation qui est une bouffée d'air frais en Belgique francophone. Comme écrivain, son histoire permet aux femmes migrantes de se libérer en partie, des contraintes sociales auxquelles elles sont encore souvent confrontées au sein de leur propre communauté et de se construire ainsi une nouvelle vie ».
En mars 2024, Assita Kanko figure parmi les 20 députés européens à se voir décerner le titre d'« Étoile montante » (Rising Star) attribué chaque année par le magazine du parlement européen (The Parliament Magazine).

## Publications
- La deuxième moitié : Plaidoyer pour un nouveau féminisme, Lannoo-Verlag, 2015 (ISBN 978-94-014-3174-3)
- (nl) Leading Ladies: Maak je ambities waar, Lannoo-Verlag, 2018 (ISBN 978-94-014-5468-1)
- (nl) Omdat je een meisje bent: Verhaal van een besneden leven, Doorbraak-Verlag, 2019 (ISBN 978-94-92639-29-5)